# Michel Houellebecq
Michel Houellebecq ([miˈʃɛl wɛlˈbɛk]), pseudonimo di Michel Thomas (Saint-Pierre, 26 febbraio 1956), è uno scrittore, saggista, poeta, regista e sceneggiatore francese. L'autore, spesso assimilato al movimento anglosassone detto di Anticipazione sociale, è considerato uno dei più rilevanti scrittori della letteratura francese contemporanea (extrême contemporain). Sono note le sue prese di posizione critiche sull'Islam.

## Biografia
(M. Houellebecq, Sottomissione, p. 43)
Nato nel dipartimento d'oltremare francese della Réunion, Michel Thomas è cresciuto fino a sei anni in Algeria. Suo padre, guida d'alta montagna, e sua madre, medico anestesista, si separano presto e, dopo la nascita di una sorellastra, si disinteressano di lui, affidandolo alla nonna paterna, Henriette Thomas nata Houellebecq,  comunista come i genitori, della quale adotta il cognome come pseudonimo. Dopo aver frequentato a Parigi il liceo Chaptal, nelle classi di preparazione per le Grandes Écoles,  si iscrive alla facoltà di agraria nel 1975, dove fonda la poco fortunata rivista letteraria Karamazov, per la quale scrive qualche poesia e lavora alle riprese di un film dal titolo Cristal de souffrance.

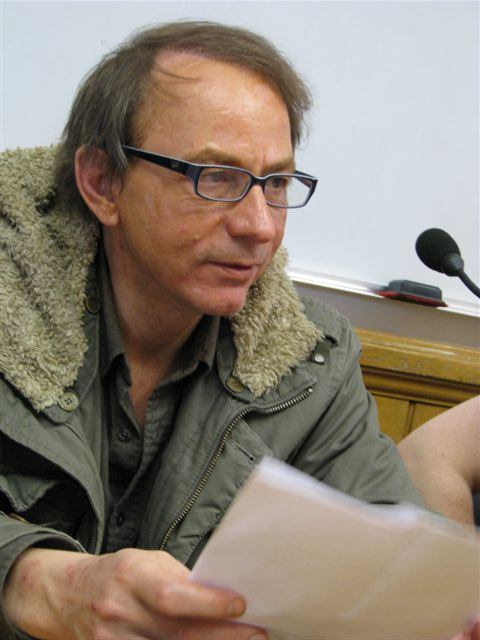
Michel Houellebecq a Varsavia (Polonia) il 9 giugno 2008

Consegue la laurea in agraria nel 1978 con una specializzazione in «Ecologia e miglioramento dell'ambiente naturale». Subito dopo si iscrive all'École nationale supérieure Louis-Lumière, nella sezione di cinema, scegliendo l'indirizzo di riprese cinematografiche, che abbandona nel 1981. 
Lo stesso anno nasce suo figlio Étienne. Affronta in seguito un periodo di disoccupazione, e un divorzio che gli provoca una forte depressione. 
Houellebecq si è sposato altre due volte: con Marie-Pierre Gauthier (dal 1998 al 2010), e con la cinese Qianyum "Lysis" Li (dal 2018), più giovane di 34 anni.
Inizia a lavorare come informatico nel 1983 alla Unilog (società informatica poi acquisita dalla Logica), dove resterà tre anni, periodo che diventerà poi fonte di ispirazione per Estensione del dominio della lotta, il suo primo romanzo pubblicato nel 1994. In seguito passa a lavorare all'Assemblée nationale.
Verso la metà degli anni ottanta inizia a frequentare ambienti letterari parigini, pubblica le prime poesie e collabora con varie riviste. Le sue due prime raccolte di poesie, edite nel 1991, passano inosservate. In esse sono già percepibili i temi che verranno trattati in seguito, ossia la solitudine esistenziale e la denuncia del liberalismo e del capitalismo, all'opera fin nell'intimità degli individui.
(da Estensione del dominio della lotta)
(da La possibilità di un'isola)
Sempre nel 1991 pubblica un saggio su Lovecraft. Estensione del dominio della lotta, suo primo romanzo, viene pubblicato da Maurice Nadeau nel 1994 dopo essere stato rifiutato da parecchi editori. Esso ha collocato Houellebecq a capo di quella generazione di scrittori concentrati sulla miseria affettiva dell'uomo contemporaneo. Senza promozione né pubblicità, il romanzo si diffuse tramite il passaparola. Ne è stato tratto un film per il cinema francese da Philippe Harel nel 1999, e uno per la televisione danese da Jens Albinus nel 2002.

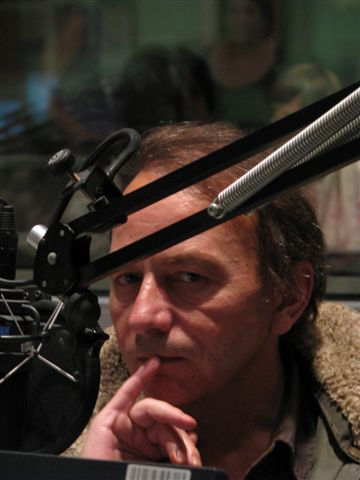
Michel Houellebecq (2008)

Dopo la pubblicazione di Le particelle elementari (1998), il romanzo successivo, in cui approccia oltre ai suoi temi il transumanismo e il nichilismo e che lo fa conoscere in Francia e nel mondo, nascono forti polemiche sui media legate all'esclusione del suo autore dalla rivista letteraria Perpendiculaire, della quale faceva parte, a causa di "idee ambigue". La notorietà dell'autore, che replica senza peli sulla lingua su Le Monde, trae ovviamente vantaggio da tutta questa pubblicità. Les particules élémentaires attacca (simbolicamente, ma al contempo nominandolo) lo scrittore Philippe Sollers. Il libro otterrà il Premio novembre, assegnato da una giuria della quale fa parte lo stesso Philippe Sollers, il quale testimonierà a favore di Houellebecq nel processo generato dalle dichiarazioni di Houellebecq sull'islam. Sempre nel 1998 riceve dal Ministero della cultura francese il Grand Prix national des lettres.
Houellebecq ha condiviso con il suo traduttore Frank Wynne il premio IMPAC 2002 per Atomised, la traduzione di Les particules élémentaires. Le particelle elementari è generalmente considerato il suo testo più importante (attualmente tradotto in più di 25 paesi), premiato tra l'altro come migliore libro dell'anno dalla rivista francese Lire. Nel 2006 da Le particelle elementari è tratto il film tedesco Elementarteilchen, diretto da Oskar Roehler e che partecipa alla Berlinale, vincendo un Orso d'argento per il miglior attore protagonista.
Nel 2000 Houellebecq ha firmato i testi dell'album Présence humaine, su musiche di Bertrand Burgalat, vicini allo stile delle sue poesieː nell'album, che ha anche interpretato in concerto, sono presenti sia delle parti cantate che delle parti parlate. Il disco è uscito presso Tricatel, la casa discografica creata da Burgalat. Houellebecq attribuisce una pari importanza alla sua opera di saggista. Ha scritto su Les Inrockuptibles, Perpendiculaire, L'Atelier du Roman, Immédiatement, oltre che sulla stampa internazionale. Nel 2001 lo scrittore francese viene processato per islamofobia a causa di alcune sue prese di posizione sulla religione musulmana. Vince la causa, ma poi lascia la Francia. Dopo aver vissuto per anni in Irlanda, Houellebecq si è in seguito trasferito in Spagna.
Nel 2004 Houellebecq è passato dal suo vecchio editore Flammarion alle edizioni Fayard, del potente gruppo Lagardère, per una cifra insolita per le edizioni francesi e l'assicurazione che il suo romanzo venga portato sul grande schermo. Alla ripresa letteraria del settembre 2005, ha occupato, con il suo romanzo La possibilità di un'isola, la gran parte delle pagine culturali dei media, mettendo in ombra gli altri 600 libri presentati. Ciò nonostante le vendite sono state inferiori al previsto (300 000 copie vendute contro le 400.000 attese). Dal romanzo lo stesso Houellebecq ha tratto un film, che non è stato distribuito in Italia, uscito nelle sale francesi nel 2008, senza riscuotere successo.
Michel Houellebecq, che si è risposato, dopo aver vissuto in Irlanda per parecchi anni si è trasferito in Spagna, all'interno del Parco naturale Cabo de Gata-Nijar, per poi tornare a vivere in Francia nel 2012. Nel 2010 pubblica il romanzo La carta e il territorio, edito in Italia da Bompiani, che vince il massimo premio letterario francese, il Goncourt. Nel 2015 è la volta di Sottomissione, la cui edizione italiana è ancora una volta di Bompiani.
Nel 2016 recita in To Stay Alive: A Method, in cui dialoga con la rockstar Iggy Pop.
Nel 2019 è invece la volta di Serotonina, pubblicato in Italia da La nave di Teseo. Riceve il premio internazionale alla carriera in occasione dei premi Flaiano 2021.
Nel 2022 pubblica Annientare, grande romanzo familiare sulla morte e sul lento scivolamento della Francia verso una condizione di post-democrazia. Al 2024 è l'autore francese più letto e piratato.

## Controversie
(da La possibilità di un'isola)

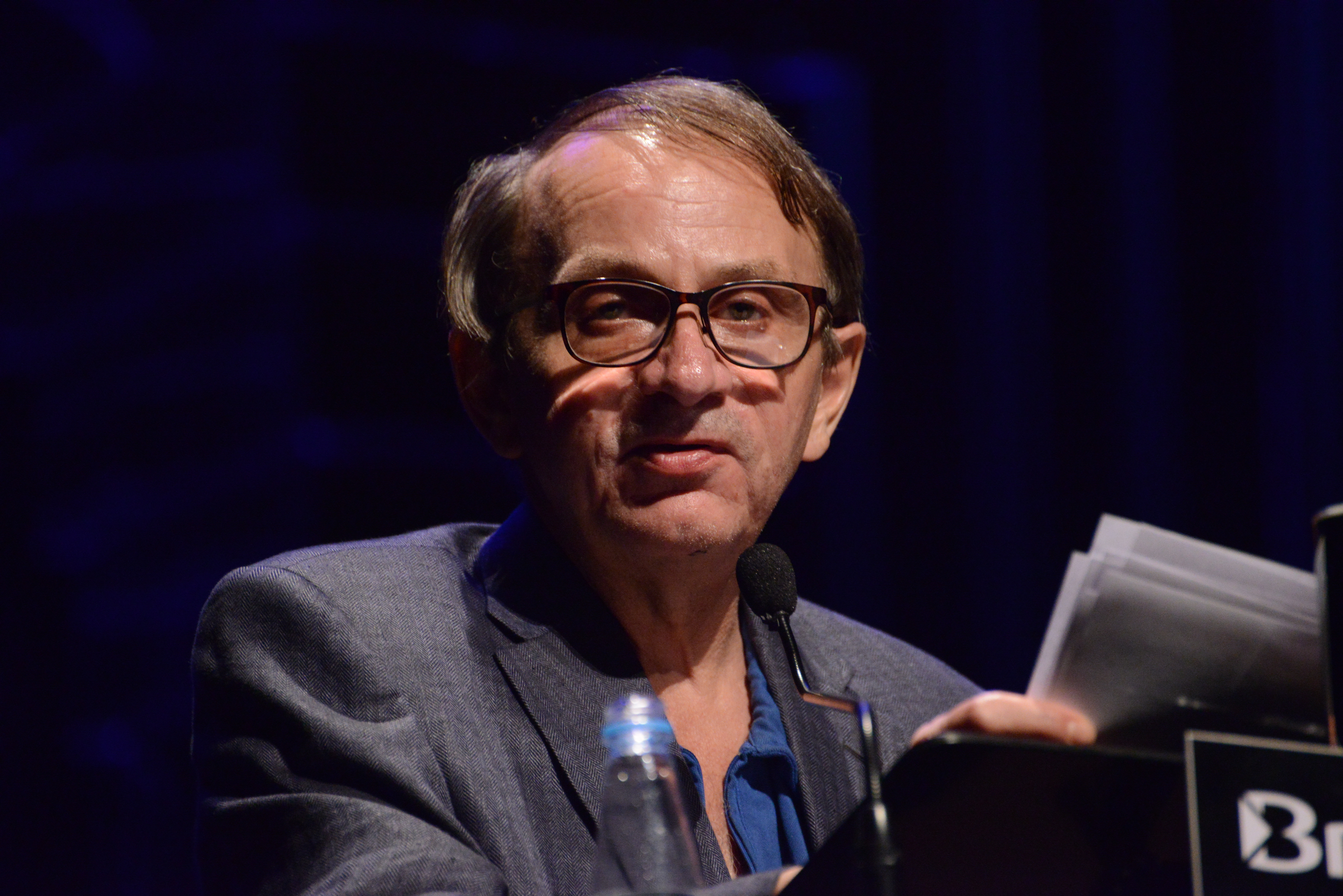
Houellebecq a Porto Alegre nel 2016

Diversi critici letterari hanno attaccato l'opera di Houellebecq, definendo i suoi romanzi come "volgari", "letteratura da pamphlet" e "pornografia" per le numerose e frequenti scene erotiche presenti, descritte con realismo e dovizia di particolari; è stato accusato di oscenità, razzismo, misoginia e islamofobia.
Nel corso di un'intervista concessa alla rivista Lire in seguito all'uscita di Plateforme nel 2001, Michel Houellebecq pronunciò una frase contro l'Islam: «La religione più stupida è l'islam. La lettura del Corano lascia prostrati... prostrati». Piattaforma venne messo sotto accusa per presunto "odio razziale", e accusato anche di promuovere pedofilia e turismo sessuale.
Lo scrittore venne accusato di "islamofobia" e denunciato per «razzismo antimusulmano» da diverse associazioni musulmane, dal MRAP e dalla Lega francese dei diritti dell'uomo che lo attaccano per vie legali; tuttavia Houellebecq vince la causa, in quanto il tribunale gli riconosce il diritto, da lui invocato, alla critica delle dottrine religiose.
Anche se l'opera di Houellebecq è spesso tacciata di conservatorismo e reazionismo, la sua raffigurazione critica del movimento hippy, dell'ideologia New Age e della generazione del Maggio francese, specialmente in Atomised, egli ha in realtà riproposto le tesi del sociologo marxista Michel Clouscard.
Nel 2010 la redazione di slate.fr mostrò che alcune parti del libro La carte et le territoire erano copiate dal sito del Ministero degli Interni e da Wikipedia. L'autore rilasciò una video-intervista al Le Nouvel Observateur nella quale dichiarava che il lavoro dello scrittore è fatto in gran parte di patch-work.
Dopo l'attentato alla sede di Charlie Hebdo, Houellebecq, che aveva da poco pubblicato il romanzo Sottomissione, ha lasciato Parigi scortato dalla polizia, per timore di entrare nel mirino degli integralisti.

In seguito è stato accusato, viceversa, di essere divenuto provocatoriamente un simpatizzante implicito dell'Islam "moderato" a causa di Sottomissione, dove l'islamizzazione verrebbe presentata come un'alternativa accettabile per gli europei e i francesi. Lo stesso romanzo fu visto al contempo come un nuovo attacco all'Islam pur sotto la forma letteraria, presentando la figura di un politico musulmano che finge moderazione per avere il potere e imporre una moderata legge islamica in Francia. Houellebecq ha risposto di non voler né esaltare né attaccare l'Islam con il libro, ma provocare l'Occidente, per mettere in guardia sull'inevitabile "ritorno al sacro" (col protagonista che si converte per opportunismo personale, come un lavoro ben pagato e la possibilità di avere più mogli giovani, e secondariamente per nostalgia della fede nel cattolicesimo a cui non crede più) e accusare il nichilismo, anziché la laicità, sulla scia di autori come Michel Onfray e Oriana Fallaci (che attaccarono l'uno il nichilismo e l'altra la mancanza di valori della società europea): 
Lo stesso anno ha poi risposto ad una domanda sul suo antislamismo con le seguenti parole: «Sono un islamofobo? Probabilmente sì, uno può essere impaurito, la parola phobia significa paura piuttosto che odio».
Nel 2023 realizza una sorta di cortometraggio di provocatoria arte performativa con il collettivo olandese di registi Kirac, un filmato pornografico in cui Houellebecq è impegnato con due prostitute locali ad Amsterdam (in Francia la prostituzione è illegale). In seguito ha dichiarato di averlo fatto solo perché depresso e perché aveva bevuto troppo. Ha tuttavia perso la causa per evitare la diffusione del filmato contro il regista e i produttori accusati di aver approfittato del suo momento di debolezza. Nello stesso anno ha ricevuto nuove accuse e una denuncia (poi ritirata) per islamofobia in seguito a un'intervista concessa al filosofo Michel Onfray su Front populaire. Questo periodo da lui definito particolarmente sfortunato è l'oggetto dell'autobiografico Qualche mese della mia vita.

## Politica
Nonostante un certo disimpegno dalla vita pubblica, Michel Houellebecq è coinvolto nella protezione degli animali. 

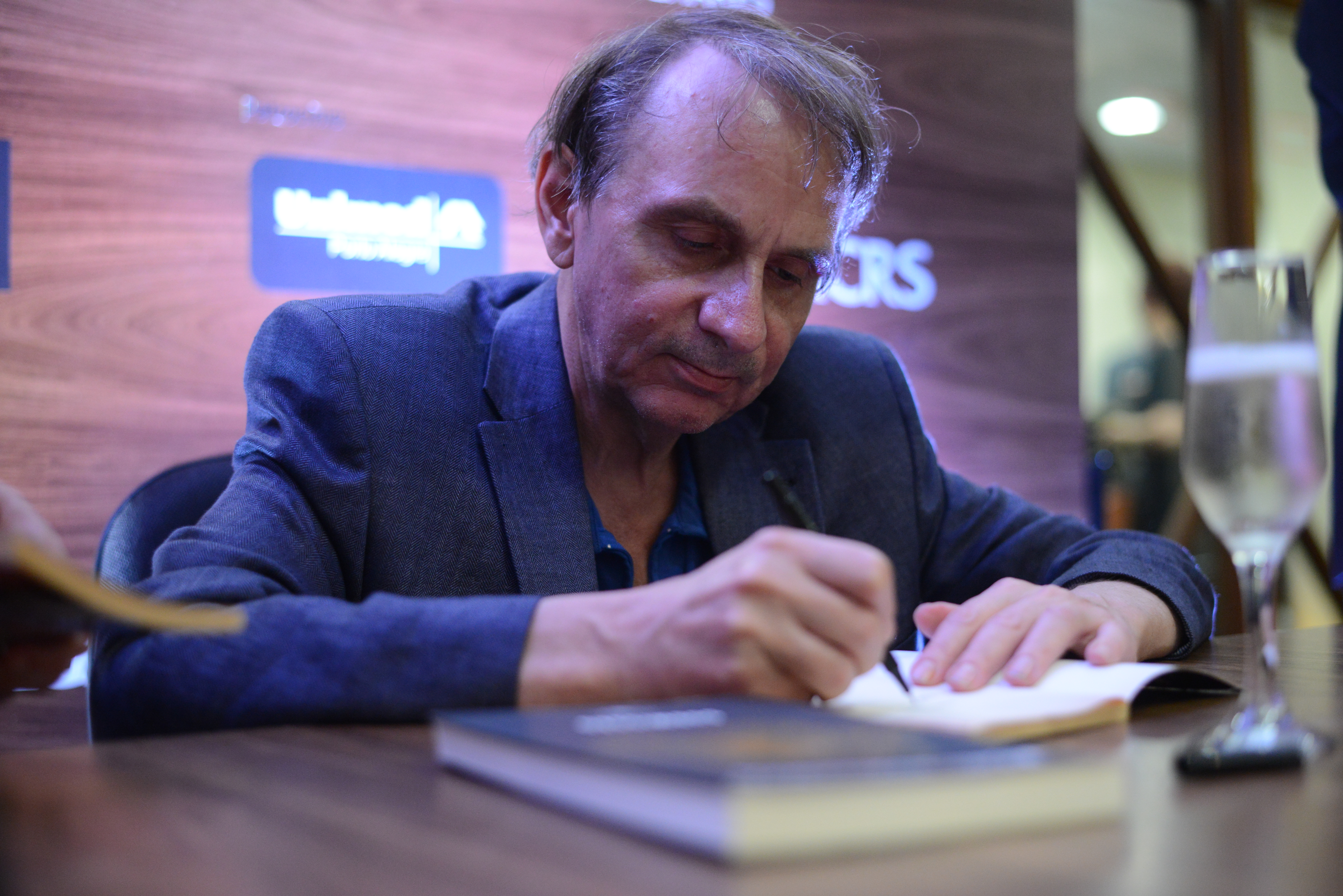
Michel Houellebecq autografa la copia di un libro (2016).

Ha scritto anche "una nuova bozza di costituzione", basata sulla democrazia diretta e che eliminerebbe il Parlamento, prevederebbe un presidente "eletto a vita, ma immediatamente revocabile sulla base di referendum popolare" e permetterebbe alle persone di giudicare gli eletti.
Si è dichiarato inoltre filo-israeliano, a favore della legalizzazione della prostituzione e ha detto di provare simpatia per il movimento raeliano (pur non aderendovi). Houellebecq è uno dei diversi personaggi pubblici che sono stati nominati negli anni "sacerdoti onorari" dal culto di Raël.
È inoltre un ammiratore della concezione sociale di Auguste Comte, il padre del positivismo che inventò una "religione scientifica", citato in quasi tutti i suoi libri. Ad esempio Michel Djerzinski, protagonista del romanzo Le particelle elementari, dice che Comte fu l'unico a capire che «la religione è un'attività puramente sociale, basata sulla fissazione di riti, di regole e di cerimonie». Houellebecq (che si è autodefinito "comtiano") e altri ammiratori francesi del Comte politico, come Régis Debray, sono stati soprannominati da alcuni critici "neo-reazionari".
Nelle elezioni comunali del 2014 a Parigi, Houellebecq disse di aver votato per lista del Partito Socialista, guidata da Jérôme Coumet e Anne Hidalgo.
Nel 2015, in una lettera aperta al quotidiano italiano Corriere della Sera e in risposta agli attentati di Parigi del 13 novembre 2015, ha attaccato la politica francese come responsabile indiretta, e in particolare ha tacciato il presidente socialista François Hollande di essere "un insignificante opportunista occupante il posto di capo di Stato" e Manuel Valls di essere un "ritardato congenito".

## Opere

### Narrativa
- Estensione del dominio della lotta (Extension du domaine de la lutte, 1994), traduzione di Sergio Claudio Perroni, Collana Letteraria, Milano, Bompiani, 2001, ISBN 978-88-452-4327-1.
- Le particelle elementari (Les Particules élémentaires, 1998), traduzione di Sergio Claudio Perroni, Collana Letteraria, Milano, Bompiani, 1999, ISBN 978-88-452-4098-0.
- Lanzarote (Lanzarote, 2000), traduzione di Sergio Claudio Perroni, Collana Narratori stranieri, Bompiani, Milano, 2002 isbn=978-88-452-4919-8 [romanzo breve]
- Piattaforma. Nel centro del mondo (Plateforme, 2001), traduzione di Sergio Claudio Perroni, Collana Letteraria, Milano, Bompiani, 2003, ISBN 978-88-452-5042-2.
- La possibilità di un'isola (La Possibilité d'une île, 2005), traduzione di F. Ascari, Collana Narratori Stranieri, Milano, Bompiani, 2005, ISBN 978-88-452-3493-4. [ Premio Interallié ]
- La carta e il territorio (La carte et le territoire, 2010), traduzione di F. Ascari, Collana Narratori stranieri, Milano, Bompiani, 2010, ISBN 978-88-452-6581-5.
- Sottomissione (Soumission, 2015), traduzione di Vincenzo Vega, Collana Narratori stranieri, Milano, Bompiani, 2015,  p. 252, ISBN 978-88-452-7870-9.
- Serotonina (Sérotonine, 2019), traduzione di V. Vega, Collana Oceani, Milano, La nave di Teseo, 2019, ISBN 978-88-934-4739-3.
- Annientare (Anéantir, 2022), traduzione di Milena Zemira Ciccimarra, La nave di Teseo, 2022, ISBN 9788834609415

#### Narrativa autobiografica
- Qualche mese della mia vita (Quelques mois dans ma vie, 2023), traduzione di Milena Zemira Ciccimarra, La nave di Teseo, 2023

### Saggistica
- H. P. Lovecraft. Contro il mondo, contro la vita (Contre le monde, contre la vie, 1991), traduzione di Sergio Claudio Perroni, postfazione di Stephen King, Collana Passaggi, Milano, Bompiani, 2001, ISBN 978-88-452-4762-0. [saggio]
- Rester vivant, méthode, saggi, La Différence, 1991 [saggi]
- Interventions, Flammarion, Paris, 1998 [raccolta saggistica]
- M. Houellebecq - Bernard-Henri Lévy, Nemici pubblici, traduzione di F. Ascari, Collana I grandi pasSaggi, Milano, Bompiani, 2009, ISBN 978-88-452-6295-1.
- In presenza di Schopenhauer, traduzione di V. Vega, Collana Le ondine, Milano, La nave di Teseo, 2017,  p. 74, ISBN 978-88-934-4183-4.
- Cahier, traduzione di Fabrizio Ascari, a cura di Agathe Novak-Lechevalier, Collana I fari, Milano, La nave di Teseo, 2019, ISBN 978-88-934-4598-6.

### Poesia
- La ricerca della felicità (La Poursuite du bonheur, 1992), traduzione di F. Ascari, Collana Grandi asSaggi, Milano, Bompiani, 2008, ISBN 978-88-452-6139-8. [poesie]
- Il senso della lotta (Le Sens du combat, 1996), traduzione di Anna Maria Lorusso, postfazione di Aldo Nove, Collana In versi, Milano, Bompiani, 2000, ISBN 978-88-452-4560-2. [poesie]
- Renaissance, poesie, Flammarion, Paris, 1999 [poesie]
- Configurazioni dell'ultima riva (Configuration du dernier rivage, 2013), traduzione di F. Garavini, Donati A., Collana Poesia, Milano, Bompiani, 2015,  p. 185, ISBN 978-88-452-7973-7. [poesie]
- La vita è rara. Tutte le poesie, testo francese a fronte, 2 voll., Collana Overlook, Milano, Bompiani, 2016, ISBN 978-88-452-8159-4. [contiene le raccolte: Restare vivi, La ricerca della felicità, Rinascita, Configurazioni dell'ultima riva]

### Antologie
- Opere. Volume I: 1991-2000, Collana Classici, Milano, Bompiani, 2016, ISBN 978-88-452-8250-8.
- Opere. Volume II: 2001-2010, Collana Classici, Milano, Bompiani, 2017, ISBN 978-88-452-9534-8.
- Opere. Volume III: 2011-2019, Collana Classici, Milano, Bompiani, (in preparazione).

## Filmografia

### Regista
- Cristal de souffrance (1978)
- Déséquilibres – cortometraggio (1982)
- La rivière – cortometraggio (2001)
- La possibilité d'une île (2008)

### Sceneggiatore
- Extension du domaine de la lutte, regia di Philippe Harel (1999)
- Monde extérieur, regia di David Rault (2004)
- La possibilité d'une île, regia di Michel Houellebecq (2008)

### Attore

#### Cinema
- Near Death Experience, regia di Gustave Kervern e Benoît Delépine (2014)
- Saint Amour, regia di Benoît Delépine e Gustave Kervern (2016)
- To Stay Alive: A Method, regia di Reinier van Brummelen, Arno Hagers e Erik Lieshout (2016)[27]
- Thalasso, regia di Guillaume Nicloux (2019)
- Imprevisti digitali (Effacer l'historique), regia di Benoît Delépine e Gustave Kervern (2020)
- Rumba Therapy, regia di Franck Dubosc (2021)
- Kirac 27: Houellebecq, regia di Stefan Ruitenbeek (2023)

#### Televisione
- L'Affaire Gordji : Histoire d'une cohabitation, regia di Guillaume Nicloux – film TV, (2012)

## Discografia
- 2000 - Présence humaine

## Omaggi
- Gli è stato dedicato un asteroide, 361450 Houellebecq[30].